# Пепеляев, Константин Владимирович
Константин Владимирович Пепеляев (род.2 мая 1981) — хоккеист с мячом, защитник сборной Казахстана и ХК «Уральский трубник» (Первоуральск).

## Биография
К.В. Пепеляев - воспитанник краснотурьинского бенди.
Играл в клубах Свердловска и Кемерова. С 2011 года выступает за ХК «Уральский трубник» (Первоуральск).
В составе сборной Казахстана выступил на чемпионате мира 2015 года, где стал бронзовым призёром. 